# Lista över vulkaner i Argentina
Detta är en lista över vulkaner i Argentina.
| Namn                            | Höjd (m ö.h.) | Koordinater                                   | Senaste utbrott       | Bild |
| ------------------------------- | ------------- | --------------------------------------------- | --------------------- | ---- |
| Volcán Antofagasta              | 4000          | 26°04.8′S 67°30′V / 26.0800°S 67.500°V        | Holocen               |      |
| Antofalla                       | 6440          | 25°31.8′S 68°00′V / 25.5300°S 68.000°V        | Okänt                 |      |
| Aracar                          | 6082          | 24°16.2′S 67°46.2′V / 24.2700°S 67.7700°V     | 1993                  |      |
| Caldera del Atuel               | 5189          | 34°39′S 70°03′V / 34.650°S 70.050°V           | -                     |      |
| Cerro Bayo                      | 5401          | 25°25.2′S 68°34.8′V / 25.4200°S 68.5800°V     | Holocen               |      |
| Cerro El Cóndor                 | 1430          | 26°37.2′S 68°21′V / 26.6200°S 68.350°V        | Holocen               |      |
| Cerro Escorial                  | 5447          | 25°04.8′S 68°22.2′V / 25.0800°S 68.3700°V     | Holocen               |      |
| Cerro Tuzgle                    | 5500          | 24°03′S 66°28.8′V / 24.050°S 66.4800°V        | Holocen               |      |
| Cerro Volcánico                 | 1930          | 41°16.8′S 71°39′V / 41.2800°S 71.650°V        | Holocen               |      |
| Cochiquito                      | 1435          | 36°46.2′S 69°49.2′V / 36.7700°S 69.8200°V     | -                     |      |
| Copahue                         | 2997          | 37°51′0″S 71°10′0″V / 37.85000°S 71.16667°V   | 2000                  |      |
| Cordón del Azufre               | 5463          | 25°20′0″S 68°31′0″V / 25.33333°S 68.51667°V   | -                     |      |
| Domuyo                          | 4709          | 36°35′0″S 70°25′0″V / 36.58333°S 70.41667°V   | -                     |      |
| Falso Azufre                    | 5890          | 26°48′0″S 68°22′0″V / 26.80000°S 68.36667°V   | Holocen               |      |
| Galán                           | 5912          | 25°55′0″S 66°52′0″V / 25.91667°S 66.86667°V   | 2,2 miljoner år sedan |      |
| Huanquihue                      | 1400?         | 39°52′0″S 71°33′0″V / 39.86667°S 71.55000°V   | 1750 ± 100 år         |      |
| Lanin                           | 3747          | 39°37′58″S 71°29′59″V / 39.63278°S 71.49972°V | 560 ± 150 år          |      |
| Lastarria                       | 5697          | 25°10′0″S 68°30′0″V / 25.16667°S 68.50000°V   | Holocen               |      |
| Llullaillaco                    | 6739          | 24°43′0″S 68°32′0″V / 24.71667°S 68.53333°V   | 1877                  |      |
| Maipo                           | 5264          | 34°9′38″S 69°49′58″V / 34.16056°S 69.83278°V  | 1908                  |      |
| Pali-Aike                       | 282           | 52°0′0″S 70°0′0″V / 52.00000°S 70.00000°V     | 5550 f.Kr. ± 1000 år  |      |
| Payun Matru                     | 3680          | 36°25′0″S 69°12′0″V / 36.41667°S 69.20000°V   | Holocen               |      |
| Peinado                         | 5740          | 26°37′0″S 68°9′0″V / 26.61667°S 68.15000°V    | Holocen               |      |
| Puesto Cortaderas               | 970           | 37°33′0″S 69°37′0″V / 37.55000°S 69.61667°V   | Holocen               |      |
| Risco Plateado                  | 4999          | 34°56′0″S 70°0′0″V / 34.93333°S 70.00000°V    | -                     |      |
| Robledo                         | 4400          | 26°46′0″S 67°43′0″V / 26.76667°S 67.71667°V   | Holocen               |      |
| Sierra Nevada de Lagunas Bravas | 6127          | 26°28.8′S 68°34.8′V / 26.4800°S 68.5800°V     | -                     |      |
| Socompa                         | 6051          | 24°24′0″S 68°15′0″V / 24.40000°S 68.25000°V   | 5250 f.Kr.            |      |
| Tipas                           | 6660          | 27°12′0″S 68°33′0″V / 27.20000°S 68.55000°V   | Holocen               |      |
| Trocon                          | -             | 37°45′0″S 69°53′0″V / 37.75000°S 69.88333°V   | -                     |      |
| Tromen                          | 3978          | 37°8′30″S 70°2′0″V / 37.14167°S 70.03333°V    | 1822                  |      |
| Viedma                          | 1500          | 49°21′30″S 73°17′0″V / 49.35833°S 73.28333°V  | 1988                  |      |